# بابلو بوينو
بابلو بوينو (بالإسبانية: Pablo Bueno)‏ هو لاعب كرة قدم أرجنتيني، ولد في 30 مارس 1990 في جنرال روكا، ريو نيغرو في الأرجنتين. لعب مع CSD Flandria ‏.

## وصلات خارجية
- بابلو بوينو على موقع قاعدة بيانات كرة القدم.إي يو (الإنجليزية)
- بابلو بوينو على موقع Soccerway.com (الإنجليزية)